# Renan Luce
Renan Luce (Parijs, 5 maart 1980) is een Franse singer-songwriter.

## Biografie
Luce werd geboren in Parijs en bracht zijn jeugd door in Plourin-lès-Morlaix, een voorstad van Morlaix in Bretagne. Hij begon met zingen in een koor, samen met zijn broer en zus. Later begon hij met pianospelen op het conservatorium van Brest. Daar, en ook in Rennes speelde hij in bars en restaurants.
In september 2006 bracht hij zijn eerste album uit, getiteld Repenti. Dit album ging 800.000 keer over de toonbank. De singles Les voisines en La lettre werden (radio)hits in Frankrijk en Wallonië.
Na dit album volgden nog de albums Le clan des Miros (2009) en D'une tonne à une tout petit poids. Luce zingt Franse chansons die veelal gaan over het dagelijks leven, vaak met humor en poëzie. Zijn muziek is beïnvloed door Georges Brassens.

## Privéleven
Luce was getrouwd met schrijfster Lolita Séchan, dochter van zanger Renaud uit diens huwelijk met Dominique Quilichini.